# Amplicephalus lorenzus
Amplicephalus lorenzus är en insektsart som beskrevs av Delong och Paul S. Cwikla 1988. Amplicephalus lorenzus ingår i släktet Amplicephalus och familjen dvärgstritar. Inga underarter finns listade i Catalogue of Life.